# 녹색어머니중앙회
녹색어머니 중앙회는 어린이를 대상으로 한 교통안전교육 및 등·하굣길 교통안전 봉사 등을 목적으로 1969년에 설립된 대한민국의 사단법인이다.

## 역사
- 1969년 6월 초등학교 단위별로 "자모 교통 지도반"으로 출범
- 1971년 12월 치안본부에서 "녹색어머니회"로 명칭변경

## 활동
- 초등학교 앞 어린이 등·하굣길 교통안전지도 활동과 일반 보행자의 교통안전 계도 활동
- 경찰서 관할구역 내 초등학교 녹색어머니회 활동의 지원 및 교육, 지도 활동
- 어린이 보호구역 내 교통법규 준수와 안전에 관한 지도계몽 활동
- 각종 교통사고 예방 캠페인 활동과 교통사고 근절을 위한 지도, 계몽 활동
- 기타 어린이 교통안전을 위한 각종 행사 참여 활동
- 어린이 안전에 관한 국내외 단체와의 상호 교류 및 협력 방안 전개
- 어린이 안전에 관련된 각종 교재의 제작, 발간 및 보급
- 기타 어린이 교통안전을 위한 각종 행사 참여 활동